# Växjöbladet Kronobergaren
Växjöbladet Kronobergaren är en morgontidning som startade 1995, och är efterföljare till de tidigare nedlagda Växjö-tidningarna Växjöbladet och Kronobergaren. Tidningen utkommer på fredagar och har cirka 11 000 läsare (2 200 i upplaga 2020). I titel ingår numera VK mellan Växjöbladet och Kronobergaren. 2011 blev tidningen en del av Gota Media.
Tidningen trycks sedan 2012 i Karlskrona av Sydostpressarna aktiebolag i fyrfärg. Förlaget heter Nya länstidningen Växjöbladet aktiebolag och har säte i Växjö. En gång i månaden medföljer en bilaga Magazinet tidningen. 1995 till 2005 var tidningen både center och socialdemokratisk men betecknas nu[när?] som oberoende. Priset har ökat från 318 kr 1995 till 615 kr år 2020. Redaktionsort är Växjö. Tidningen har mellan 32 och 40 sidor. Upplagan har legat mellan 2 000 och 3 000 ex med en topp på 3 100 1998 och minimum 2 200 ex. 1995–2011 trycktes tidningen av Vimmerby tidning.
2005 donerade tidningen sitt och föregångarnas fotoarkiv till Kronobergsarkivet. Uppskattningsvis uppgår antalet foton till 300 000 stycken.
| Period                 | Ansvarig utgivare | Kommentar      | Period                 | Redaktör                              |
| ---------------------- | ----------------- | -------------- | ---------------------- | ------------------------------------- |
| 1995-01-05--1995-05-05 | Ulf Hedman        | [ förtydliga ] | 1995-01-05--1995-04-28 | Ulf Hedman                            |
| 1995-05-06--2002-09-06 | Kjell Jansson     |                | 1995-05-06--2002-11-08 | Kjell Jansson                         |
| 2002-09-13--2009-08-21 | Bengt Ingemarsson |                | 2002-11-15--2002-11-29 | Peter Boström                         |
| 2009-08-28--2011-12-30 | Alf Wesik         |                | 2002-12-06--2003-01-10 | Anders Bergquist                      |
| 2012-01-05--2018-05-18 | Ulf Sibner        |                | 2003-04-25--2004-05-07 | David Österberg, redaktionschef       |
| 2018-05-25--2023-12-31 | Lena Olofsson     |                | 2004-05-14--2005-06-17 | Bo Ströberg, redaktionschef           |
| 2024-01-01-2025-05-22  | Daniel Rydström   |                | 2005-06-24--2008-05-02 | Hans Nilsson, tf redaktionschef       |
| 2025-05-22-            | Tuva Klinthäll    |                | 2008-05-09--2009-01-02 | Ann Kristin Ekman, redaktionsansvarig |
|                        |                   |                | 2009-08-28--2011-12-30 | Alf Wesik                             |
|                        |                   |                | 2012-01-05--2018-05-18 | Ulf Sibner                            |
|                        |                   |                | 2018-05-25--2023-12-31 | Lena Olofsson, redaktionschef         |
|                        |                   |                | 2024-01-01--2025-05-22 | Daniel Rydström                       |
|                        |                   |                | 2025-05-22-            | Tuva Klinthäll                        |